# Каанф
Каанф (др.-греч. Κάανθος) — персонаж древнегреческой мифологии. Сын Океана. Брат океаниды Мелии. Его сестра была похищена Аполлоном, он послан отцом искать её. В Беотии поджег священный участок Аполлона Исмения, и бог поразил его стрелой, могила Каанфа находилась у источника в Фивах.
Исследовательница Дженнифер Ларсон считает, что миф о Каанфе является дубликатом более известного мифа о Кадме. Он, также, по воле отца отправился искать сестру похищенную богом и потерпел неудачу.